# Ludwig II. (Thüringen)

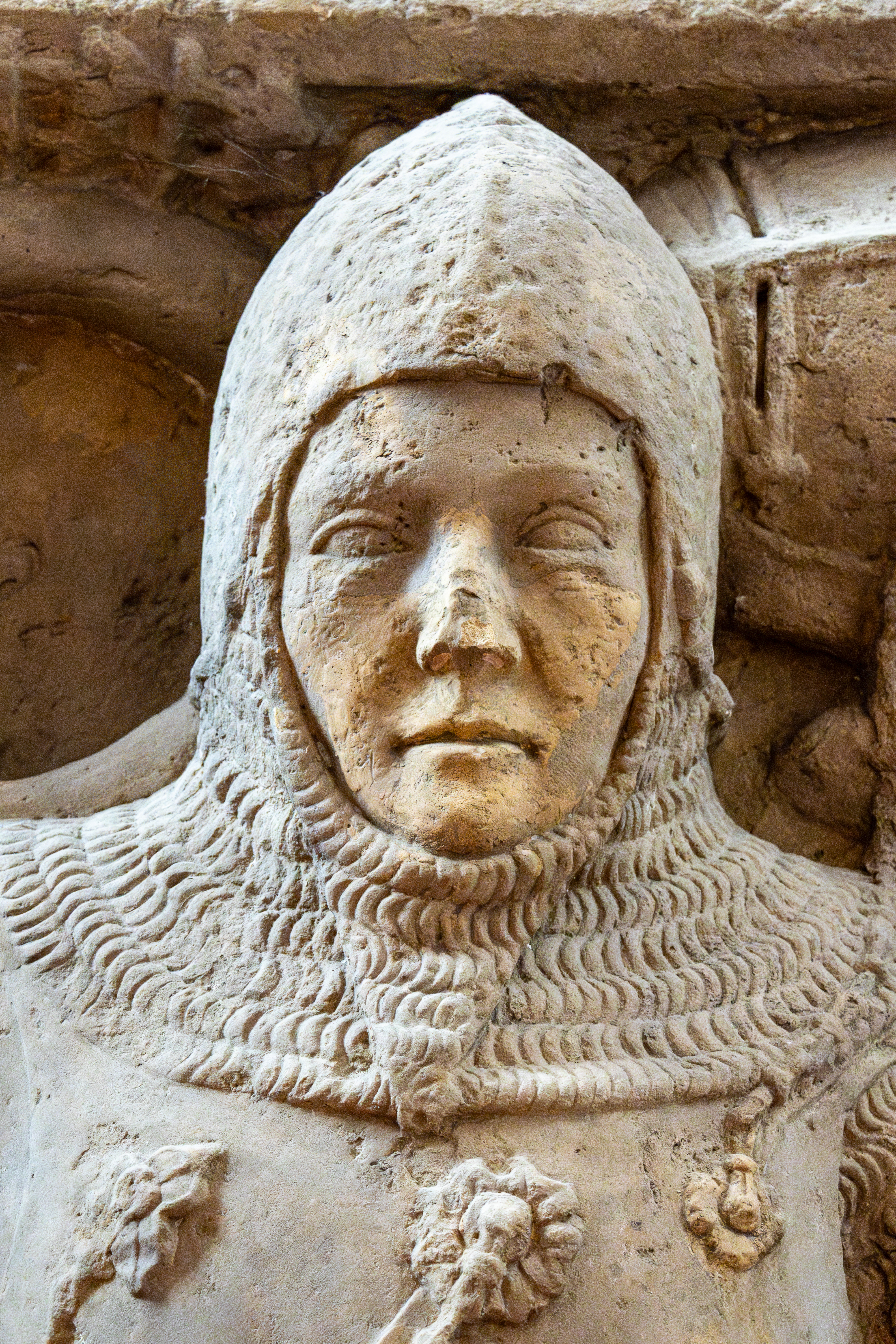
Darstellung Ludwigs auf seiner Grabplatte in der Georgenkirche (Eisenach)

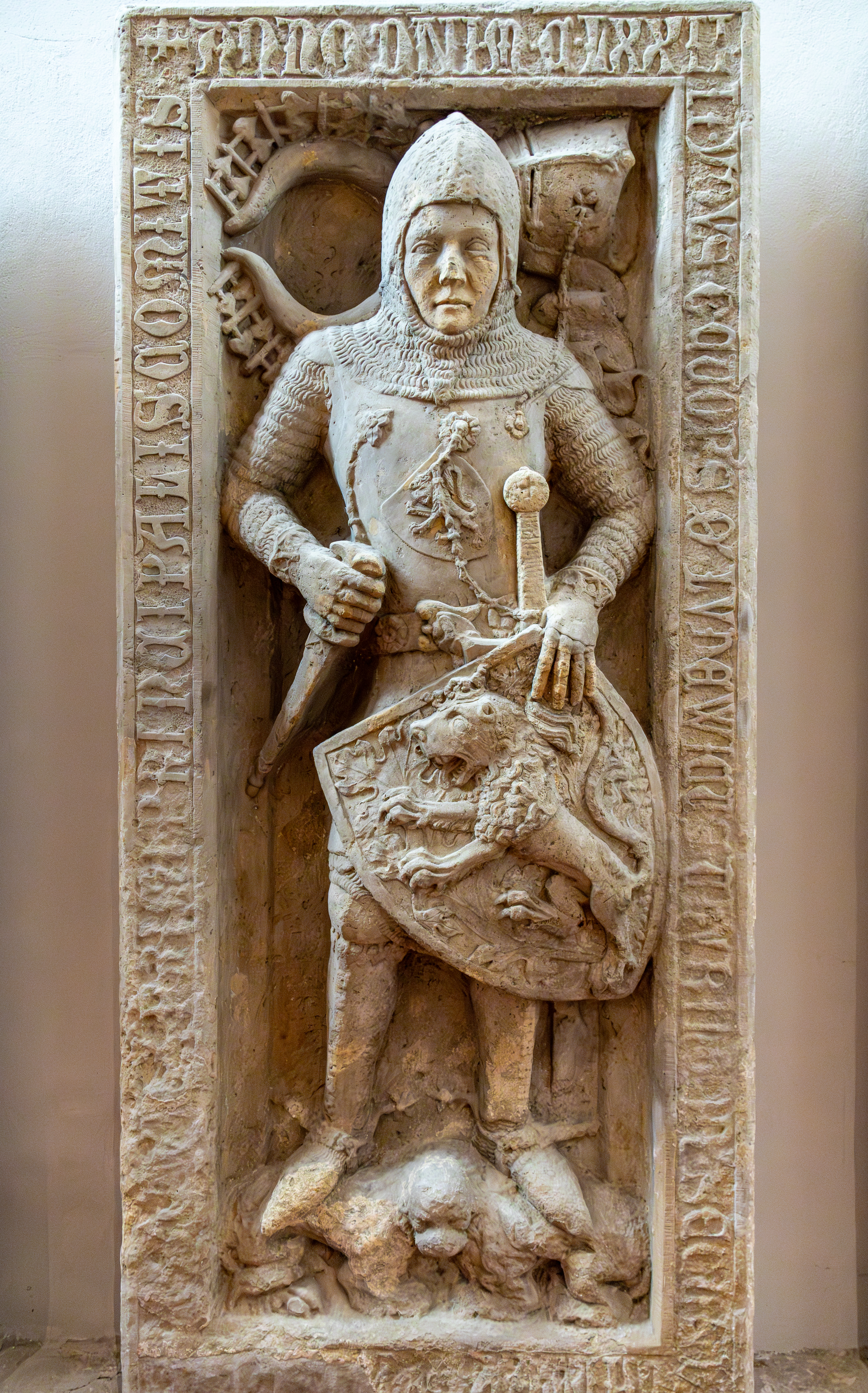
Posthume Grabplatte Ludwigs des Eisernen als Teil der Landgrafensteine in der Georgenkirche (Eisenach)

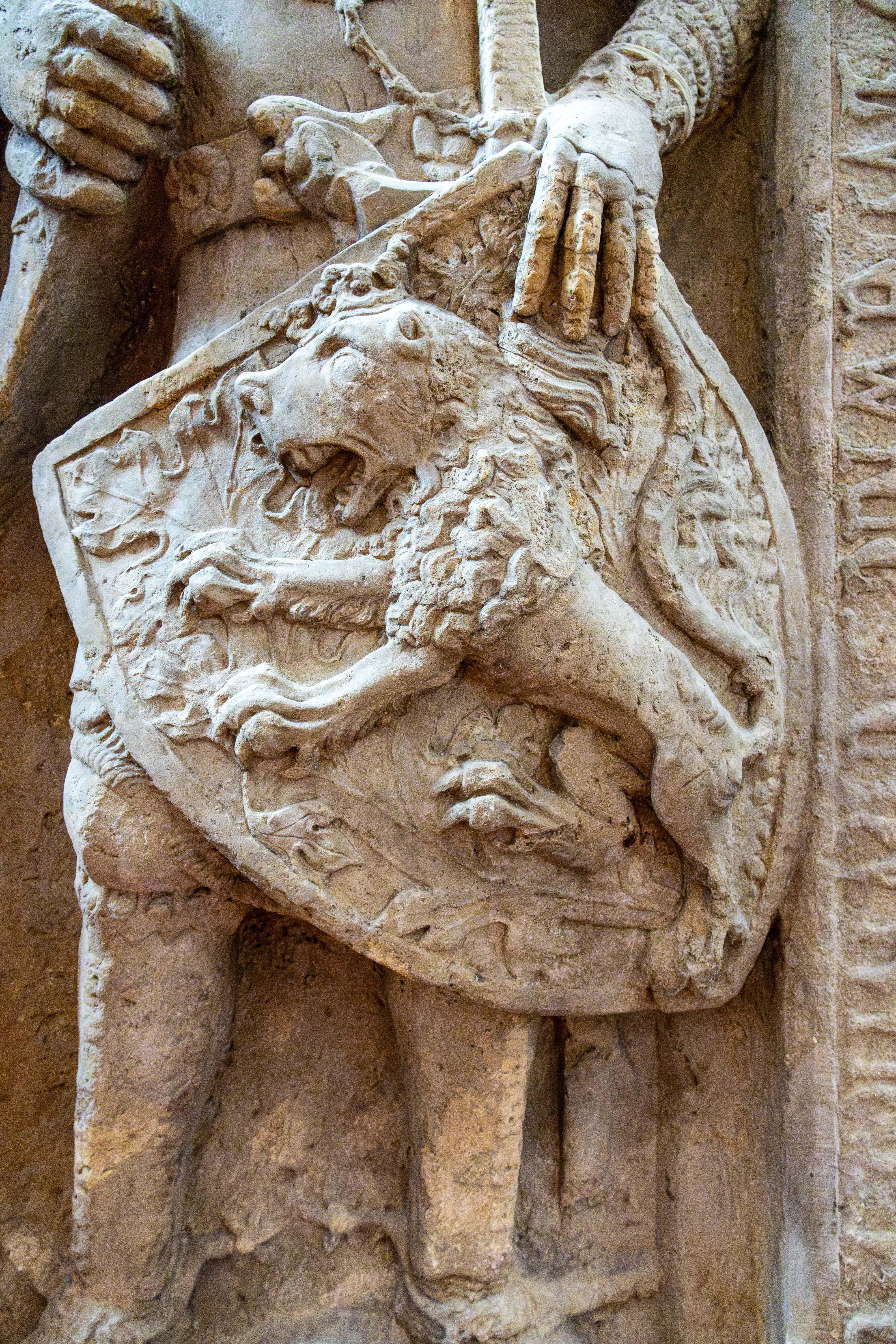
Das Wappen der Ludowinger: ein springender Löwe mit goldener Krone.

Ludwig II., der Eiserne (* um 1128; † 14. Oktober 1172 auf der Neuenburg bei Freyburg/Unstrut), aus der Familie der Ludowinger war von 1140 bis 1172 Landgraf von Thüringen.

## Leben
Ludwig II. war der älteste Sohn Landgrafs Ludwigs I. von Thüringen und Hedwigs von Gudensberg.
Nach dem Tod des Vaters im Januar 1140 belehnte Konrad III. den erst zwölfjährigen Sohn bereits auf der im Februar 1140 stattfindenden Reichsversammlung in Worms mit der Landgrafschaft Thüringen. Gleichzeitig wurde Ludwig II. von Konrad III. mit Jutta, der Tochter seines Bruders Friedrichs II. und der Agnes von Saarbrücken verlobt. Die Ehe wurde 1150 geschlossen und ist als politisches Bündnis zwischen den Staufern und den Ludowingern zu verstehen. Wahrscheinlich hatte noch Ludwig I. mit Konrad III. die Verlobung ausgehandelt. Zwischen den Staufern und den Ludowingern bestanden seitdem gute Beziehungen, die mit der Unterstützung Konrads III. zuerst durch Udo I., Ludwigs II. Oheim, begann. Ludwig I. ist zuerst im Juni 1138 in Quedlinburg in der Umgebung Konrads III. nachgewiesen. 
Der junge Landgraf war bis zum Tod Konrads III. oft am Königshof aufzufinden und leistete Königsdienst. Er erhielt wohl zunächst auch Erziehung durch den Erzbischof von Mainz und den Bischof von Merseburg.
1150 bittet er seinen Schwager Friedrich I. darum, die Wahl seines Großcousins Gebhard von Henneberg zum Bischof von Würzburg zu unterstützen, was dieser dann auch wurde. Mit Friedrich I., der 1152 König und 1155 Kaiser wurde, war Ludwig II. zeit seines Lebens verbündet. Gemeinsam kämpften sie gegen Heinrich den Löwen und die Erzbischöfe von Mainz.
Ludwig II. hat den Bau des Palas der Wartburg beauftragt, der ab 1156 begonnen wurde und etwa 1168 zumindest bis zum 2. Obergeschoss abgeschlossen war. Er gründete ab 1168 die Runneburg in Weißensee und ab 1170 die Creuzburg. Wahrscheinlich noch unter Ludwig II. wurde die Münzstätte Gotha als weitere Münze der Landgrafen errichtet.
1170 nahm Ludwig mit dem Kaiser an einem Feldzug gegen Polen teil. Nach seiner Rückkehr erkrankte er und starb am 14. Oktober 1172. Er wurde – wie fast alle Thüringer Landgrafen – im Kloster Reinhardsbrunn beigesetzt. Sein Epitaph befindet sich in der Georgenkirche in Eisenach.

### Sage vom Schmied von Ruhla
Während Ludwigs II. Herrschaft wurde die Bevölkerung Thüringens vom Adel häufig tyrannisiert und drangsaliert. Eines Abends fand nun der Landgraf Ludwig unerkannt in einer Schmiede in Ruhla ein Nachtlager. Der Schmied fluchte heftig auf seinen Landesherrn und auf die Zustände im Land und rief schließlich „Landgraf, werde hart!“ Daraufhin begann der Landgraf hart gegen diese Zustände durchzugreifen und gegen das Raubrittertum einzuschreiten. Er spannte die Missetäter vor einen Pflug und ließ sie einen Acker umgraben. Um diese Taten Ludwigs rankt sich die Sage, die 1421 von Johannes Rothe aufgezeichnet wurde und Ludwig den Beinamen "der Eiserne" einbrachte.

## Nachkommen
Aus der Ehe Ludwigs II. und Juttas:
- Ludwig III., der Milde (1151–1190)
- Heinrich Raspe III., Graf von Gudensberg (* um 1155, † 18. Juli 1180)
- Friedrich, Graf von Ziegenhain (* um 1155, † 1229)
- Hermann I. (* um 1155, † 1217)
- Jutta, verheiratet mit Hermann II., Graf von Ravensberg
- Mathilde, verheiratet mit Dietrich von Werben, Graf von Werben, sechster Sohn Markgraf Albrechts des Bären.